# Městský hřbitov v Domažlicích
Městský hřbitov v Domažlicích je hlavní městský hřbitov v Domažlicích. Nachází se na východním okraji města, v ulici Chrastavická nedaleko obce Chrastavice.

## Historie

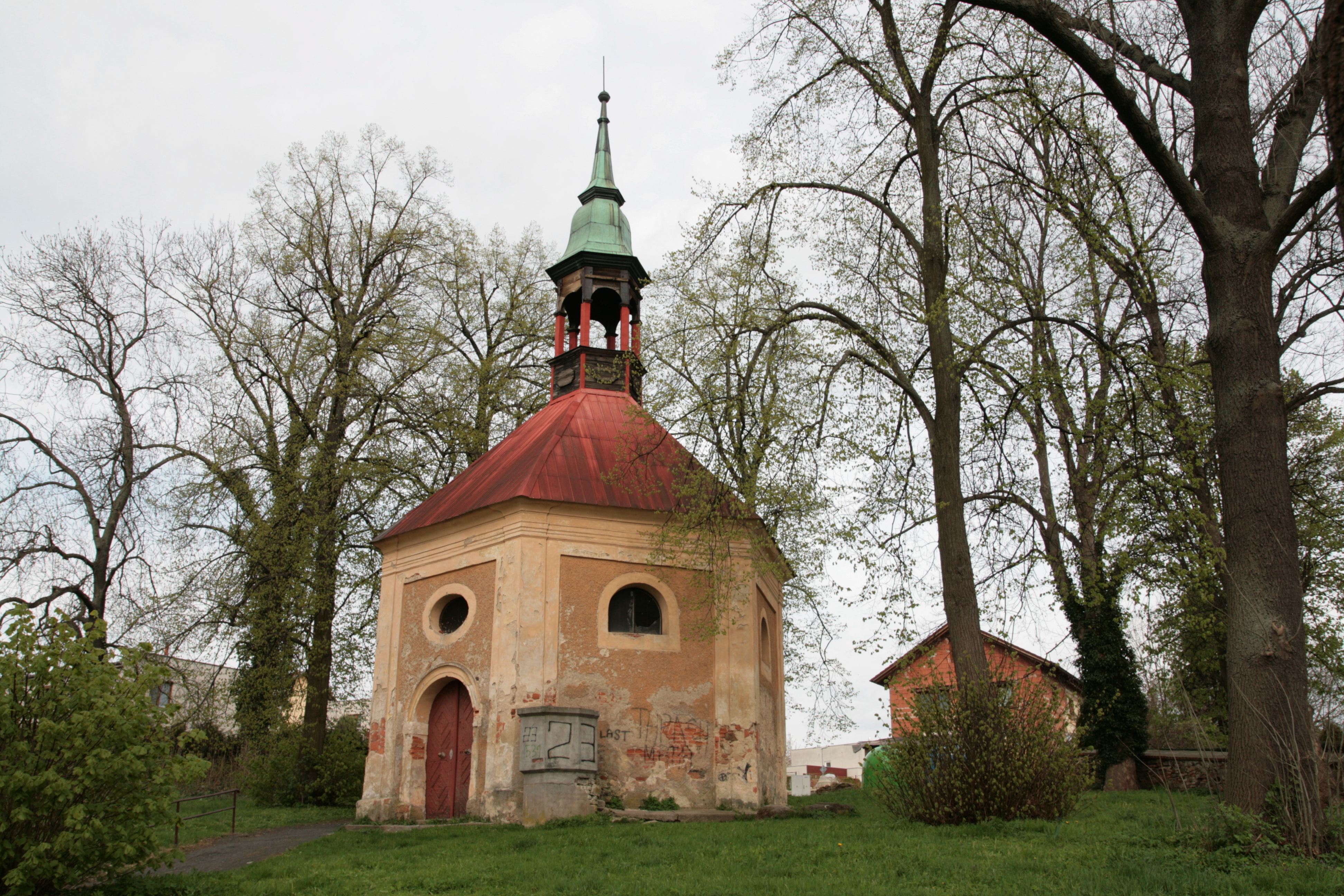
Kaple svatého Jana Nepomuckého v místě starého městského hřbitova

Hřbitov byl zřízen v roce 1894 na velkém pozemku za městem jako nový městský hřbitov náhradou za pohřebiště u barokní hřbitovní Kaple svatého Jana Nepomuckého fungující od koce 17. století. Vystavěna zde byla též budova márnice a pitevny. Podél zdí areálu je umístěna řada hrobek významných obyvatel města, pohřbeni jsou na hřbitově i vojáci a legionáři bojující v první a druhé světové válce. Součástí pohřebiště je též urnové pohřebiště a architektonicky unifikované hroby pěti vojáků Rudé armády a jedné občanky SSSR zemřelých na nemoci a úrazy po skončení války.
Starý hřbitov U Jána byl zrušen roku 1988. V Domažlicích se nenachází krematorium, ostatky zemřelých jsou zpopelňovány povětšinou v krematoriu v Klatovech.

## Hroby významných osobností
- Josef Kaub (1855–1914) – zakladatel První pošumavské strojírny a slévárny, městský radní
- Petr Hana (1836–1908) – purkmistr města a velkoobchodník
- MUDr. Antonín Steidl (1832–1913) – lékař, purkmistr města
- Plukovník in memoriam Ondřej Šamberger (1916–1945) – letec RAF padlý v druhé světové válce (ketotaf)
- Jakub Rojt (1860-1890) - akademický sochař

## Galerie

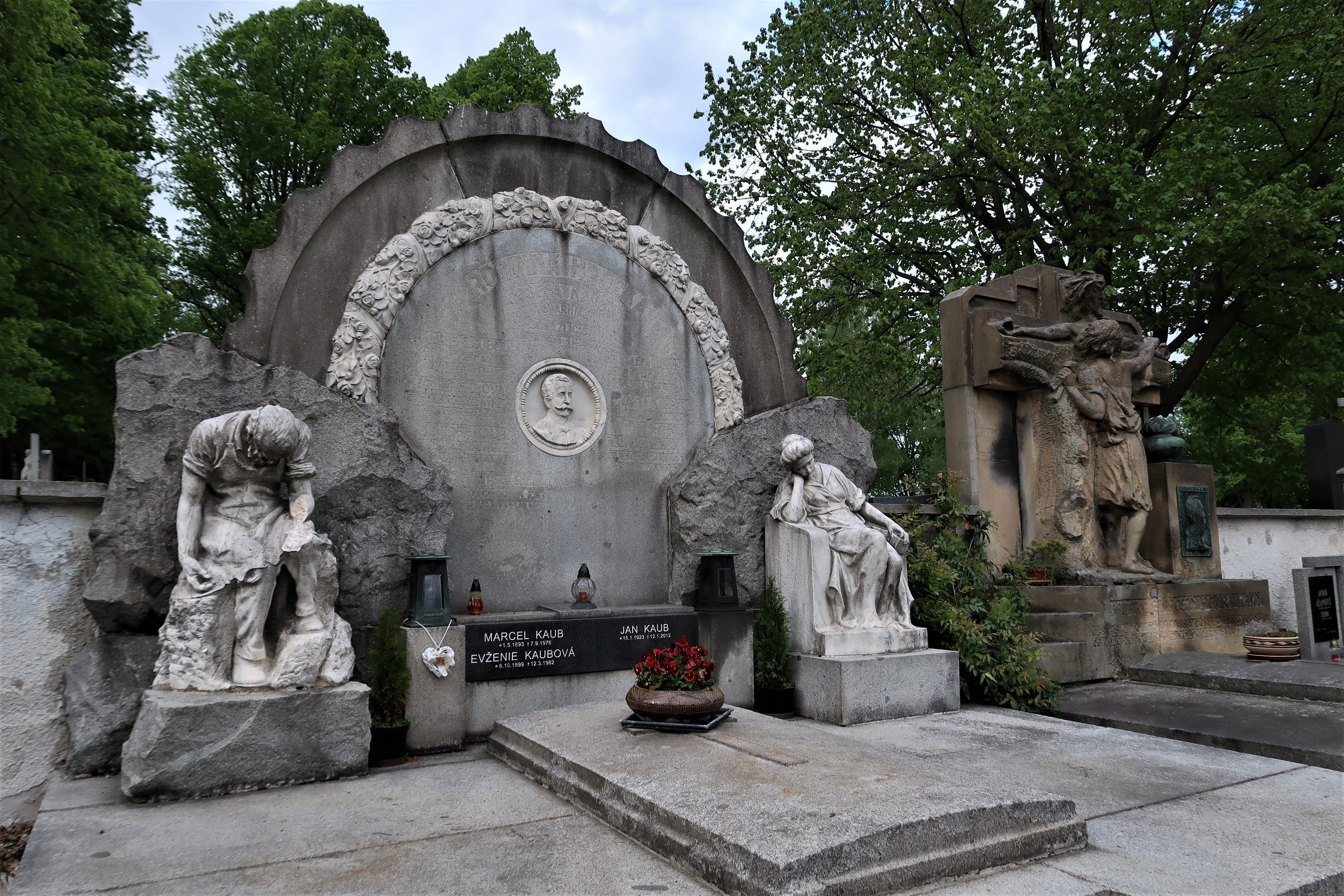
Hrobka továrníka Josefa Kauba
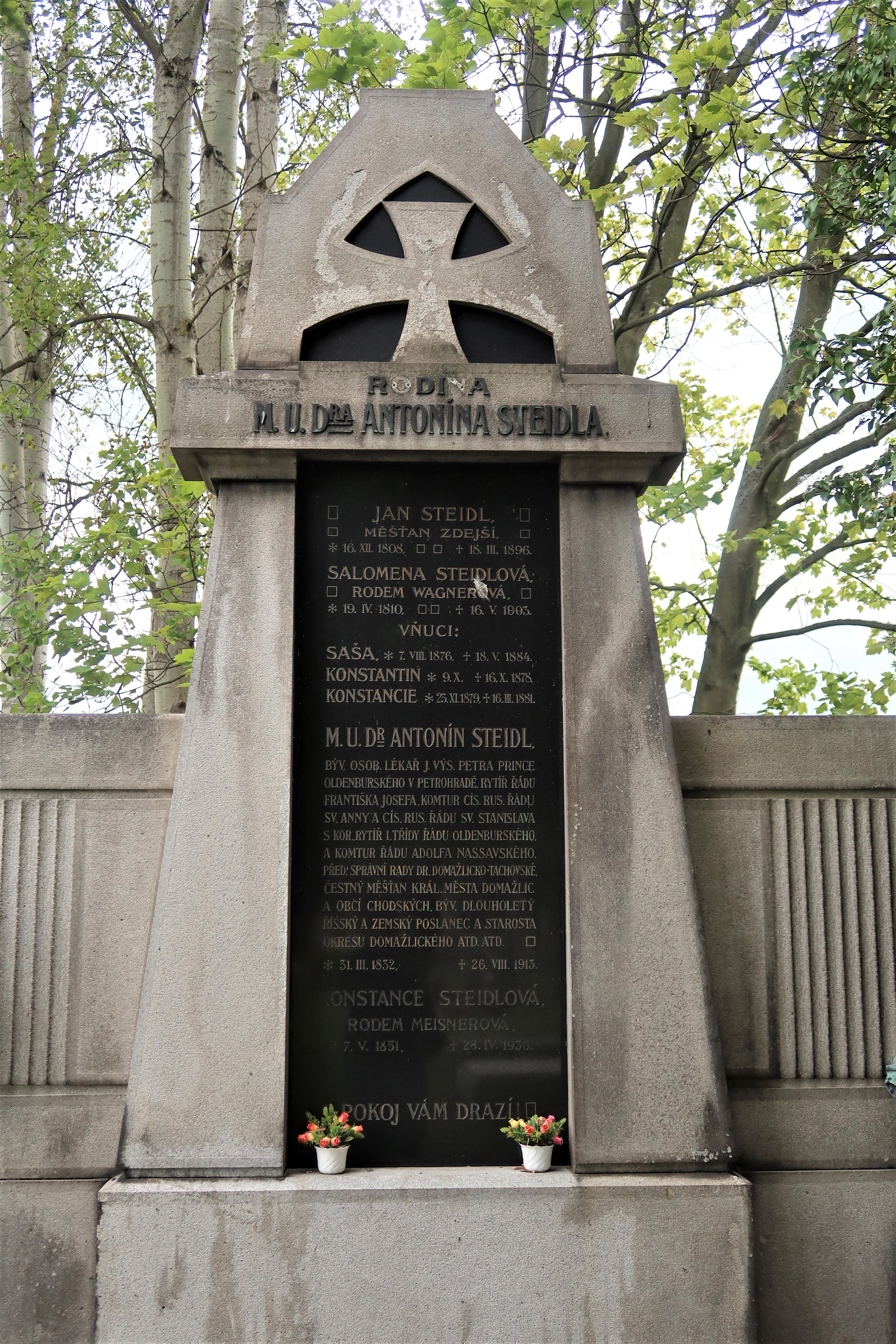
Hrobka rodiny starosty Antonína Steidla
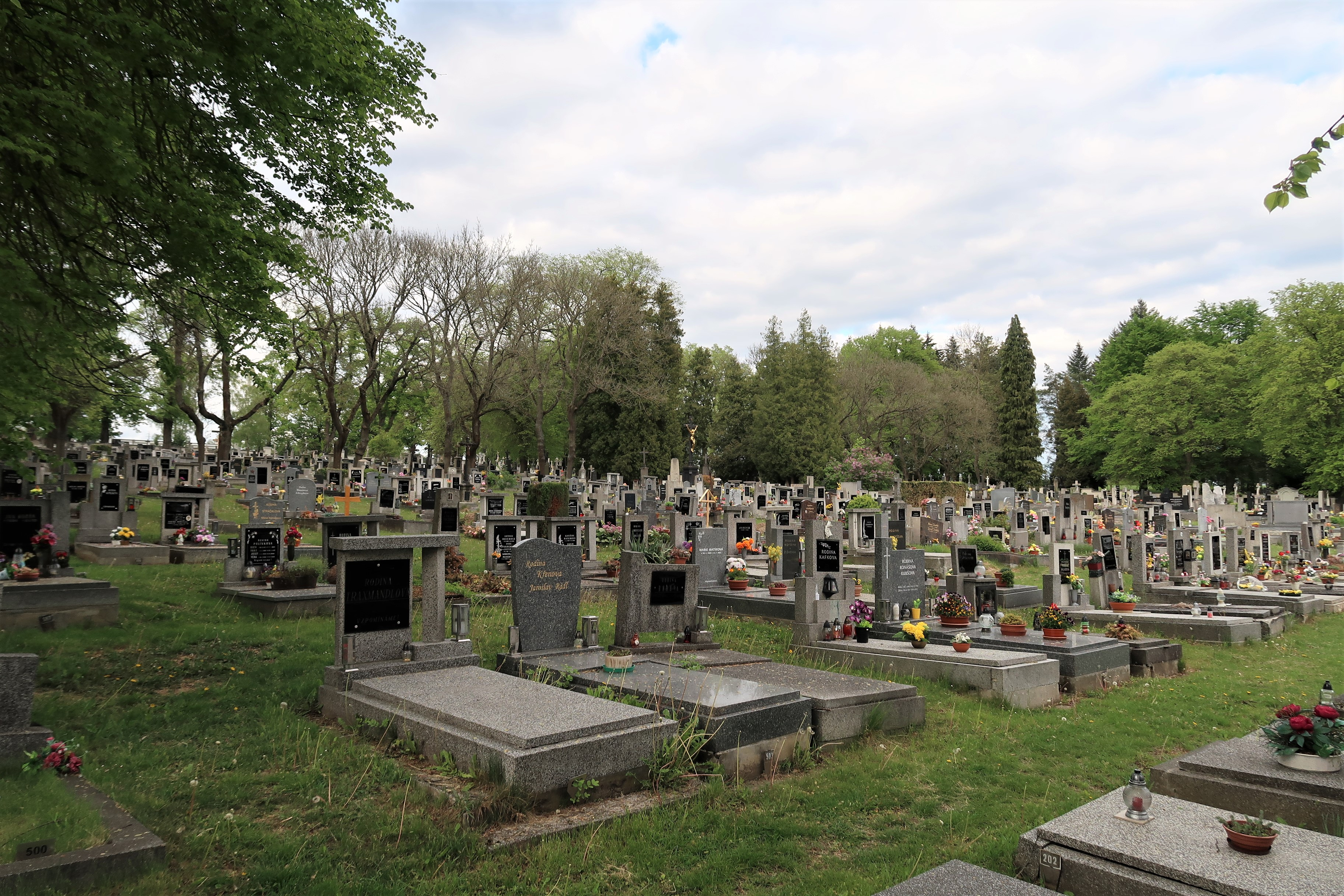
Nová část městského hřbitova v Domažlicích
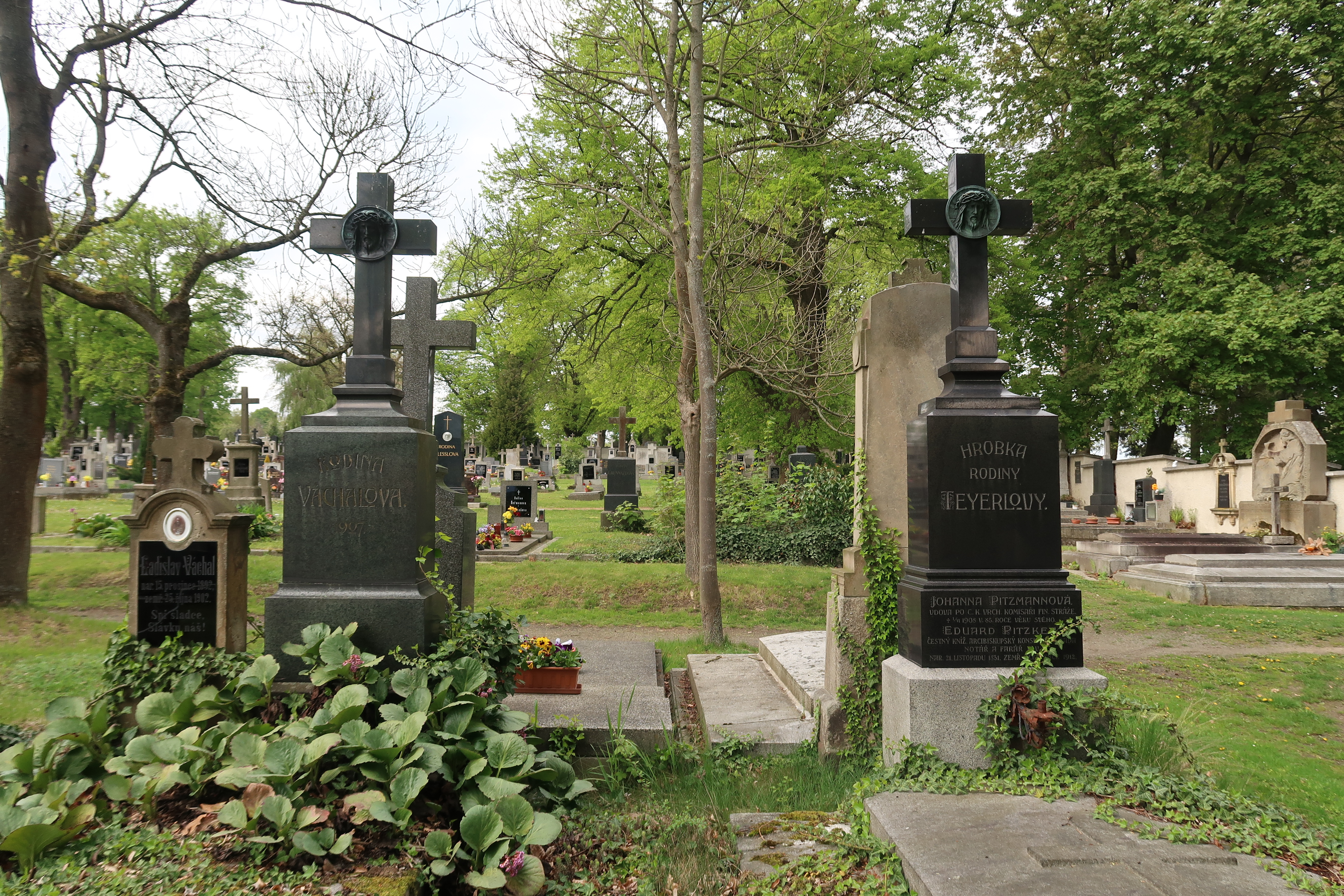
Stará část městského hřbitova v Domažlicích
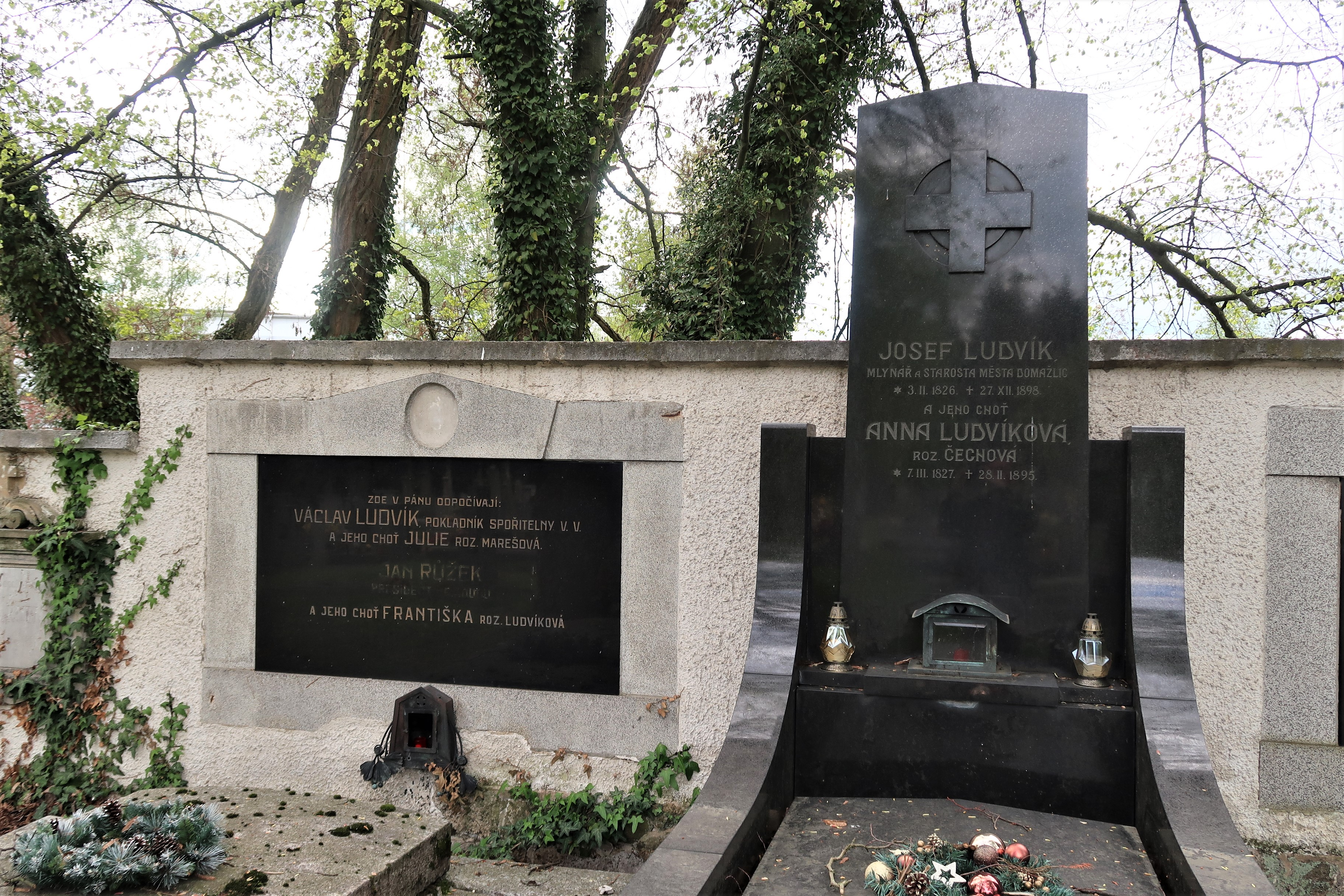
Starý hřbitov s hrobkou dlouholetého starosty Josefa Ludvíka
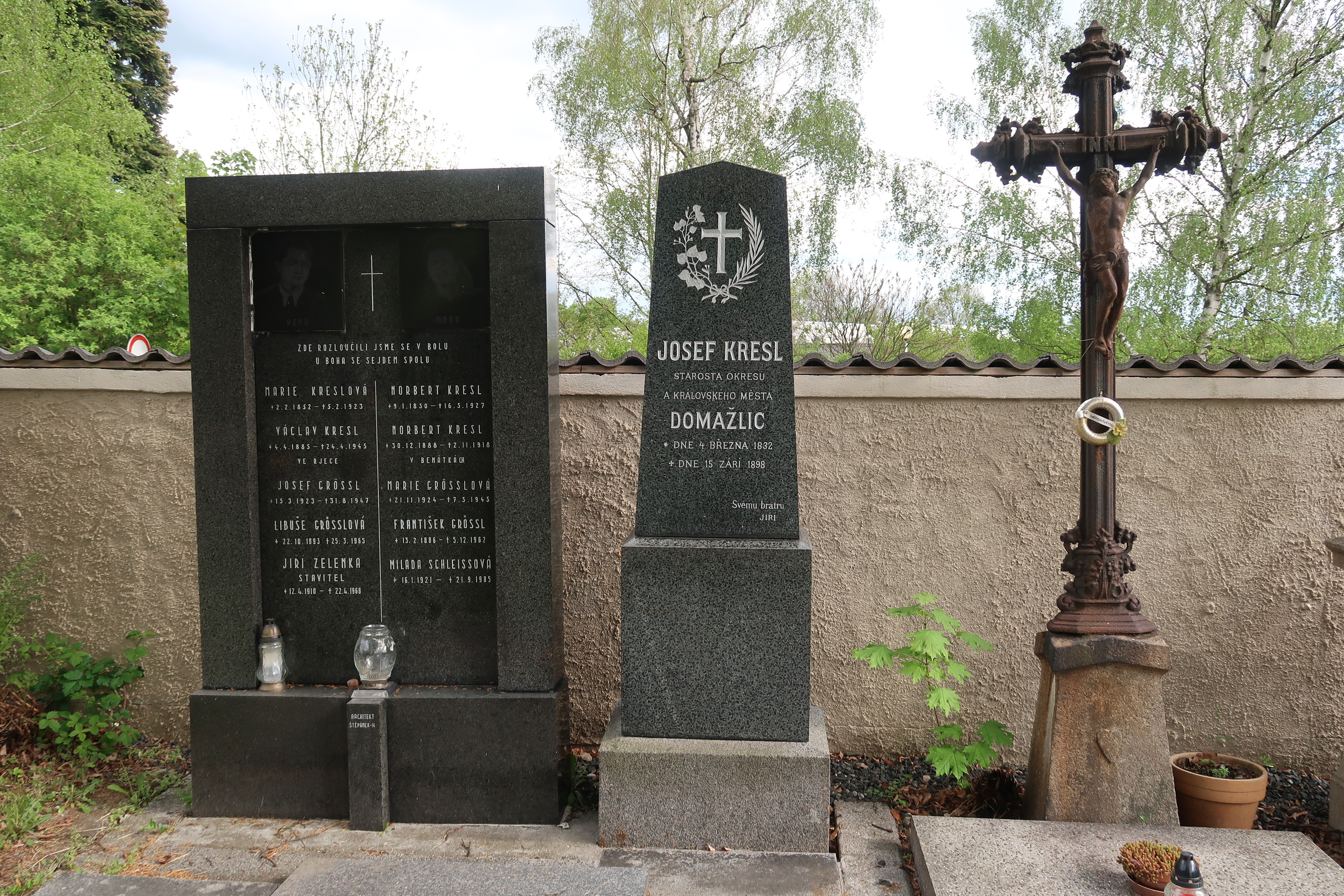
Stará část městského hřbitova v Domažlicích